# Тимшинский сельсовет
Тимшинский сельсовет — упразднённая административно-территориальная единица, существовавшая на территории Московской губернии и Московской области до 1939 года.
Тимшинский сельсовет был образован в первые годы советской власти. По данным 1923 года он входил в состав Колычёвской волости Егорьевского уезда Московской губернии.
В 1925 году к Тимшинскому с/с был присоединён Сазоновский с/с, но уже в 1926 году он был выделен обратно.
По данным 1926 года сельсовет включал 1 населённый пункт — деревню Тимшино.
В 1929 году Тимшинский с/с был отнесён к Егорьевскому району Орехово-Зуевского округа Московской области.
17 июля 1939 года Тимшинский с/с был упразднён. При этом его территория (селение Тимшино) была передана в Колычевский с/с.